# 「もうひとつ」の愛
『「もうひとつ」の愛』（「もうひとつ」のあい）は、財津和夫の通算5枚目のアルバム。1992年4月25日にパイオニアLDCから発売された。

## 背景
日本コロムビアのトライアドレーベルから、パイオニアLDC移籍第一弾アルバムとして発売された。

## 批評
| 専門評論家によるレビュー | 専門評論家によるレビュー |
| レビュー・スコア         | レビュー・スコア         |
| 出典                     | 評価                     |
| ------------------------ | ------------------------ |
| CDジャーナル             | 肯定的                   |

CDジャーナルは、「結構艶めかしいことを歌っているのにねっちょりしたオジサンぽさがなく、凄くプラトニックな感じがするのがいい。素敵です。」と肯定的に評価している。

## 収録曲
| 全作詞・作曲・編曲: 財津和夫。 |                            |          |            |      |
| #                              | タイトル                   | 作詞     | 作曲・編曲 | 時間 |
| 1.                             | 「「もうひとつ」の愛」     | 財津和夫 | 財津和夫   | 4:18 |
| 2.                             | 「ミス・ベスト・ワン」     | 財津和夫 | 財津和夫   | 4:15 |
| 3.                             | 「君の部屋のソファ」       | 財津和夫 | 財津和夫   | 4:43 |
| 4.                             | 「「愛してる」」           | 財津和夫 | 財津和夫   | 4:04 |
| 5.                             | 「急行の停まる街」         | 財津和夫 | 財津和夫   | 4:15 |
| 6.                             | 「満月の夜の罠」           | 財津和夫 | 財津和夫   | 4:06 |
| 7.                             | 「僕の気持ち、君の気持ち」 | 財津和夫 | 財津和夫   | 4:23 |
| 8.                             | 「君のそこが」             | 財津和夫 | 財津和夫   | 3:51 |
| 9.                             | 「時が経てば」             | 財津和夫 | 財津和夫   | 4:06 |
| 合計時間:                      | 合計時間:                  | 38:01    |            |      |

## 楽曲解説
1. 「もうひとつ」の愛
2. ミス・ベスト・ワン
  - 1992年4月25日にシングルカットされ、TBS系『ブロードキャスター』のエンディングテーマに起用された。
3. 君の部屋のソファ
4. 「愛してる」
5. 急行の停まる街
6. 満月の夜の罠
7. 僕の気持ち、君の気持ち
8. 君のそこが
9. 時が経てば
  - シングル「ミス・ベスト・ワン」のカップリング曲。

## 参加ミュージシャン
- KAZUO ZAITSU：Vocal, Back Vocal, Keyboard
- MIEKO：Guest Vocal, Back Vocal
- RICKY Courtesy of TEICHIKU ENTERTAINMENT：Back Vocal
- HIRO MATSUMOTO：Back Vocal
- KOJI ONO：Back Vocal
- JUN FUKAZAWA, TAKAZUMI KUNITOMO, KOJI YAMAOKA：Synthesizer Programing
- JAKE H. CONCEPTION：Saxophone
- HIDEKI MATSUBARA：Electric Bass
- NOBUYA KOHARA：Guitar
- SHIGEO YAMADA：Keyboard
- ATSUO OKUBO：Drums
- SHIGERU MATSUMOTO：Wood Bass
- TOSHIAKI USUI：Acoustic Guitar

## メディアでの使用
| # | 曲名                   | タイアップ                                                   | 出典  |
| - | ---------------------- | ------------------------------------------------------------ | ----- |
| 2 | 「ミス・ベスト・ワン」 | TBS系『ブロードキャスター』エンディングテーマ                | [ 3 ] |
| 3 | 「君の部屋のソファ」   | テレビ東京系『水着でKISS ME 僕のラブストーリー』テーマソング |       |